# Carl Johan Jehander

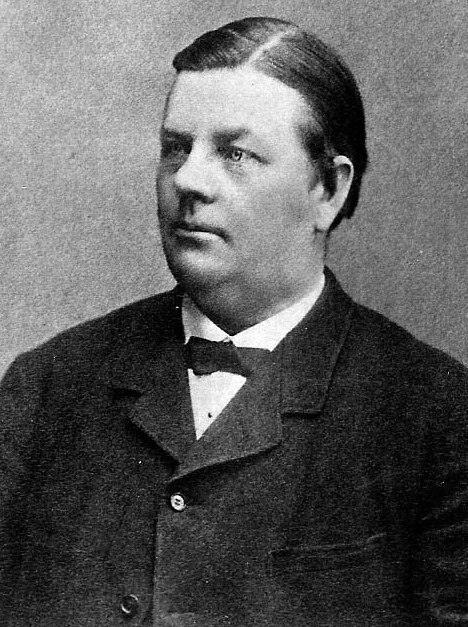
Carl Johan Jehander

Carl Johan Jehander (* 11. Mai 1833 in Färgaryds socken, Jönköpings län; † 9. Januar 1911 in Ängelholm) war ein schwedischer Ingenieur, Mühlenbesitzer, Industrieller und Abgeordneter im Reichstag.
Jehander arbeitete als Baumeister und war verantwortlich für die Errichtung von etwa 200 Meilen Bahnstrecken in Schweden. Er war Politiker und Mitglied der Ersten Kammer des schwedischen Parlaments. 1874 gründete er mit Malcolm Jehander das Unternehmen Jehander, das seit 1999 ein Teil von HeidelbergCement ist.

## Leben und Werke
Carl Johan Jehander wurde 1833 in Långaryd in Jönköpings län geboren, wo seine Eltern einen kleinen Bauernhof besaßen. Im Alter von zwölf Jahren verlor er seinen Vater. Seine Mutter heiratete daraufhin den Baumeister der Dock- und Hafenbehörde in Malmö Jehander, dessen Name er annahm.
Jehander arbeitete tagsüber auf Baustellen, danach besuchte er die technische Abendschule. 1858 legte er seine Prüfung zum Baumeister ab.
Zuerst war Jehander mit der Erweiterung der Hafenanlagen in Hälsingborg beschäftigt. Danach wurden im sämtliche Brückenbauwerke der Hälsingborg–Landskrona–Eslövs Järnväg übertragen. Der nächste Auftrag enthielt die Errichtung der Brücken auf der Södra stambana zwischen Malmö und Nässjö.
Zwischen 1867 und 1870 war er der Erbauer der Verbindungsbahn (schwedisch Sammanbindningsbanan) durch Stockholm und baute Brücken an der Nordvästra stambana in Värmland. Er war für die Bauarbeiten der Bahnstrecke Stockholm–Västerås der Stockholm–Västerås–Bergslagens Järnvägar verantwortlich, wo er im Auftrag der Ekolsundsbanken tätig wurde.
Zwischen 1870 und 1873 leitete Jehander Bewehrungsarbeiten auf der Festung Vaxholm und auf der Festung Oscar Fredriksborg. Er war für den Bau der Batterien in Vaxholm zuständig. Bis 1880 führte Jehander Bauarbeiten an den Docks von Lindholmens varv in Göteborg und auf Galärvarvet in Stockholm durch.
Ab den frühen 1880er Jahren widmete sich Jehander fast ausschließlich dem Eisenbahnbau. Er baute Eisenbahnen mit Vertrag oder im Auftrag des Staates oder im Namen von einzelnen Unternehmen. Der Anfang machte er mit der Eisenbahn zwischen Karlberg und Lilla Värtan.
Carl Johan Jehander war von 1874 bis 1901 der Besitzer von Hörle bruk bei Värnamo, wo er ein Sägewerk, eine Zellstofffabrik und eine Zimmerei betrieb. Sägewerke betrieb er zudem in Smålandsstenar, Unnen und Byarum. Durch seine Initiative war er ein wichtiger Arbeitgeber. Für seine Verdienste erhielt er die Verdienstmedaille För nit och redlighet i rikets tjänst und wurde Ritter des Wasaordens. Von 1894 bis 1901 war er Mitglied des Parlaments und vertrat Jönköping in der Ersten Kammer. Um 1900 verlegte Jehander seinen Wohnsitz nach Ängelholm, wo er bis zu seinem Tod 1911 lebte.

## Bahnbau
Jehander baute folgende Bahnen:
- die 1884 eröffnete Länna–Norrtälje järnväg.
- Teile der Västkustbana zwischen Hälsingborg und Halmstad sowie Åstorp und Höganäs zwischen 1882 und 1885, Göteborg–Varberg zwischen 1886 und 1888, Hässleholm–Vittsjö und Halmstad–Bolmen zwischen 1887 und 1890 sowie Trelleborg–Klagstorp zwischen 1889 und 1891.
- Zwischen 1887 und 1889 im Auftrag der Halmstad–Bolmens Järnvägsaktiebolag die schmalspurige Bahnstrecke Halmstad–Bolmen.
- Zwischen 1885 und 1888 war er für den Bau der Verbindung zwischen Bahnhof Karlskrona und der Königlichen Werft mit einem Tunnel unter der Stadt verantwortlich.
- Im gleichen Zeitraum erstellte er die Bahnstrecke Lund–Kävlinge mit der großen Brücke über den Lödde å. Für die Östra Skånes Järnvägar war er für den Bau der Strecken Hästveda–Karpalund und Hörby–Tollarp verantwortlich. Jehander baute zudem alle Brücken der Strecke Varberg–Borås.
- Zwischen 1887 und 1892 baute Jehander in Dalarna die Strecken Falun–Rättvik, Rättvik–Mora und Mora–Orsa. Den südlichen Teil der Skåne–Smålands järnväg zwischen Kärreberga und Markaryd errichtete er zwischen 1891 und 1893, Malmö–Tomelilla zwischen 1892 und 1894 sowie Uddevalla–Lelången zwischen 1892 und 1895.
- In den 1890er Jahren folgten die Strecken Hook–Nässjö, Jönköping–Vaggeryd, Reftele–Gislaved, Kalmar–Berga, Kalmar–Torsås und Gullberna–Torsås. Dala–Hälsingland Järnvägar und Sala–Gysinge–Gävle Järnvägar entstanden unter seiner Leitung zwischen 1897 und 1900, die Strecke Borås–Alvesta zwischen 1898 und 1901 sowie Ängelholm–Klippan zwischen 1902 und 1905. Trotz dieser intensiven Bahnbautätigkeit übernahm  er die Sprengarbeiten für die Festung Karlsborg.